# Guy Rose

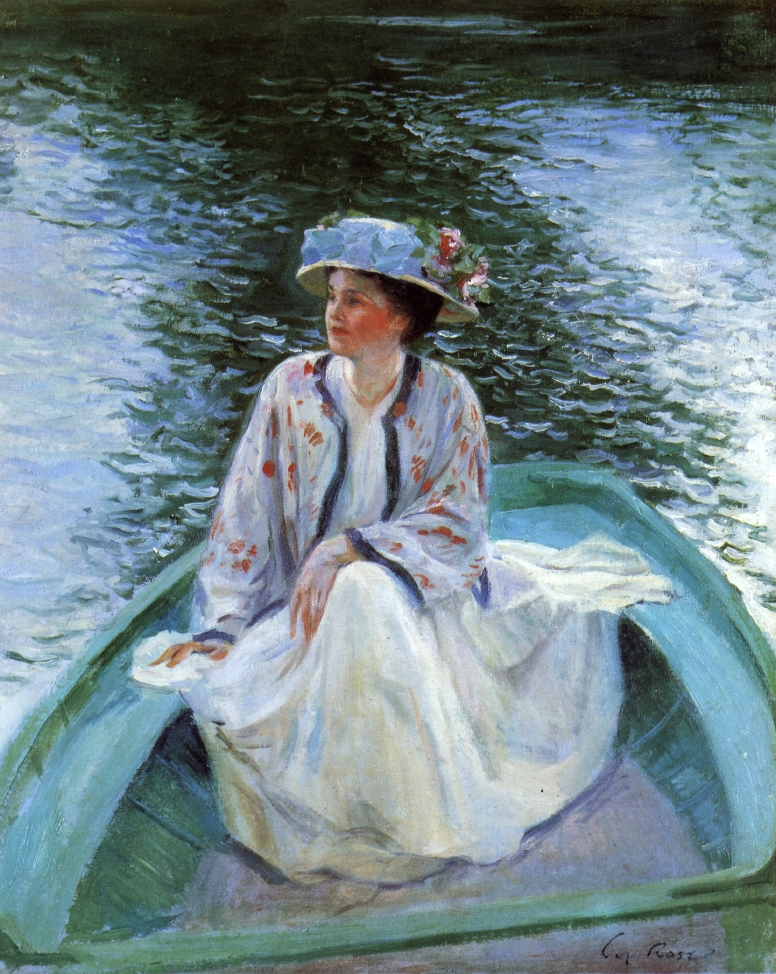
On the River, etwa 1910

Guy Orlando Rose (* 3. März 1867 in San Gabriel, Kalifornien; † 17. November 1925 in Pasadena, Kalifornien) war ein US-amerikanischer Maler und gilt als einer der Hauptvertreter des kalifornischen Impressionismus des späten 19. und angehenden 20. Jahrhunderts.

## Leben und Werk
Guy Rose war der siebte Sohn des kalifornischen Senators Leonard John Rose und dessen Frau Amanda Jones Rose. Er wuchs mit seiner Familie im San Gabriel Valley bei Rosemead (daher stammte auch der Name „Rose“) auf der Ranch und dem Weingut seines Vaters auf. Im Jahr 1876 wurde Guy Rose bei einem Jagdunfall von seinem Bruder in das Gesicht geschossen, während der Erholungszeit begann er zu zeichnen und malte erste Wasserfarben- und Ölbilder. 1884 machte er seinen Abschluss an der Los Angeles High School. Danach ging er nach San Francisco an die California School of Design und studierte unter anderem unter Virgil Williams und Emil Carlsen.
Am 12. September schrieb sich Guy Rose an der Académie Julian in Paris ein und studierte hier gemeinsam mit Jean-Joseph Benjamin-Constant, Jules-Joseph Lefebvre, Lucien Doucet und Jean-Paul Laurens sowie Frank Vincent und Frederick Melville. Im Jahr 1888/1889 gewann er ein Stipendium an der Academie Delacluse. Im Jahr 1890 stellte er erstmals im Pariser Salon aus, weitere Ausstellungen folgten 1891 und 1894.

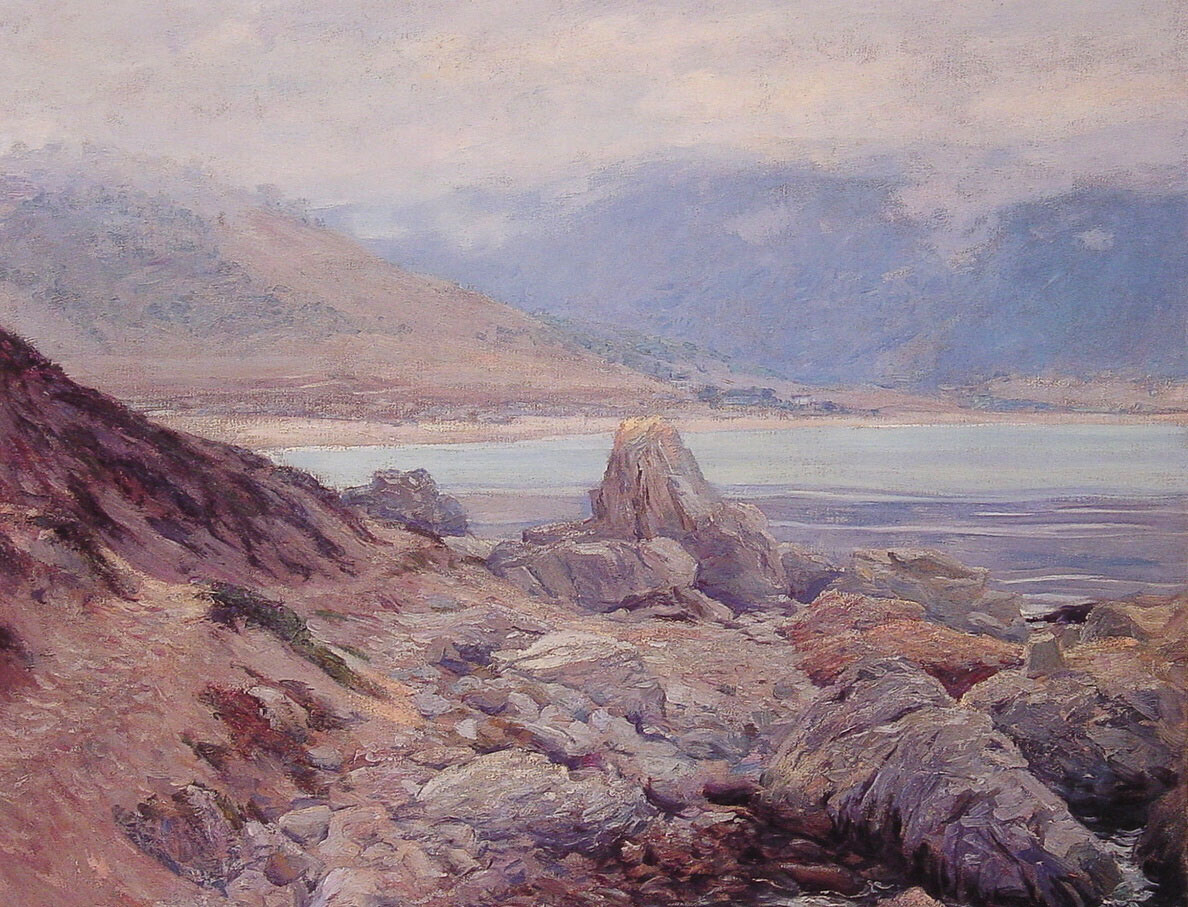
Path along the Shore

1891 kehrte Guy Rose nach Amerika zurück und lebte in New York City, wo er vor allem aufgrund einer Bleivergiftung die Ölmalerei mied und als Illustrator und Lehrer am Pratt Institute in Brooklyn bekannt wurde. 1893/1894 und 1899 zog es ihn allerdings bereits wieder nach Paris, wo er gemeinsam mit seiner Frau Ethel Rose einen Hof in Giverny kaufte. Das Jahr 1900 verbrachte er in Paris und den Winter des Jahres in Biskra in Algerien, wo er mindestens drei bekannte Gemälde malte. 1901 erhielt Rose bei der Teilnahme an der Weltausstellung Pan-American Exposition in Buffalo eine Bronzemedaille.
Von 1904 bis 1912 lebten er und Ethel in Giverny und arbeiteten mit den dort lebenden Künstlern zusammen. Seine Bilder aus dieser Zeit zeigen den deutlichen Einfluss des populären Impressionisten Claude Monet, den er kennenlernte und der zu seinem Freund und Lehrer wurde. 1910 stellte er seine Bilder gemeinsam mit Malern wie Richard Miller, Lawton S. Parker und Frederick Carl Frieseke als Giverny-Gruppe in New York City aus.
Von 1913 bis 1914 verbrachten die Roses den Sommer in Narragansett, Rhode Island, und gaben Unterricht beim Skizzieren in freier Landschaft. Rose litt allerdings weiter unter seiner Bleivergiftung und zog entsprechend 1914 zur Erholung zurück nach Kalifornien, wo er für den Rest seines Lebens blieb. 1915 nahm er an der Weltausstellung in San Francisco The 1915 Panama-Pacific Exposition of San Francisco teil und wurde mit einer Silbermedaille honoriert. Er lehrte an der Stickney Memorial School of Art in Pasadena und wurde von 1919 bis 1921 der Direktor dieser Schule. Außerdem war er im Board des Los Angeles Museum of Science, History and Art und Mitglied des California Art Club in Los Angeles.
1921 wurde Rose mit dem William Preston Harrison Prize des California Art Club ausgezeichnet, im gleichen Jahr erlitt er einen Schlaganfall und blieb gelähmt bis zu seinem Tod am 17. November 1925. Im Jahr 1926 veranstaltete die Stendahl Gallery postum eine Erinnerungsausstellung mit den Werken von Guy Rose.

## Bildauswahl

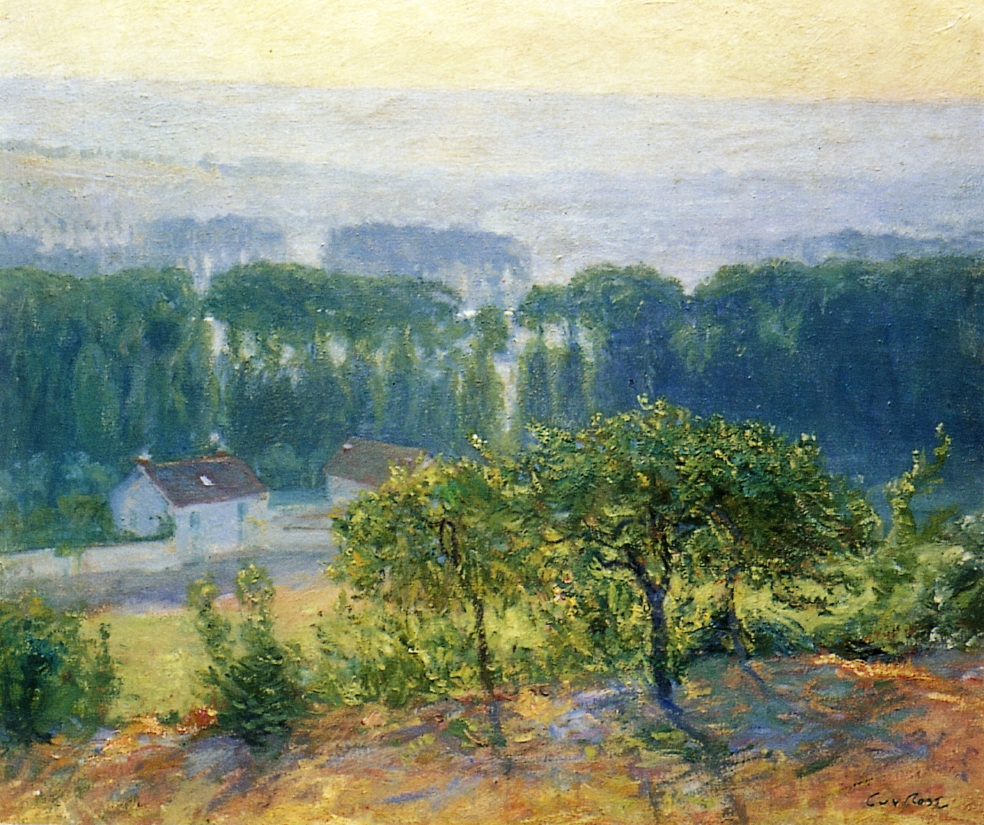
Late Afternoon, Giverny, 1905–1913
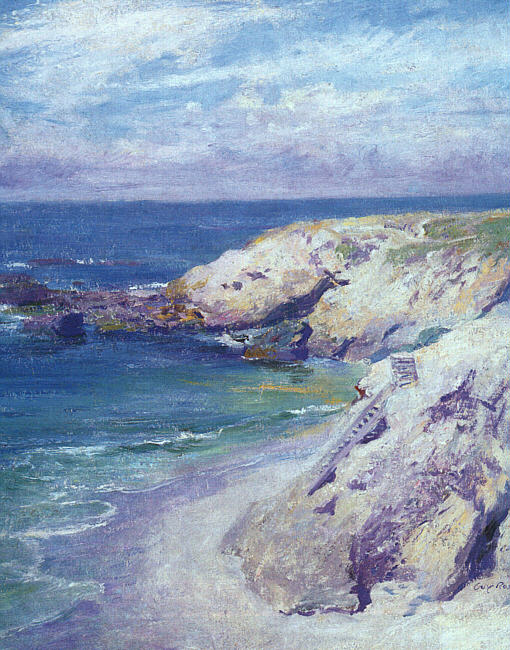
La Jolla Cove
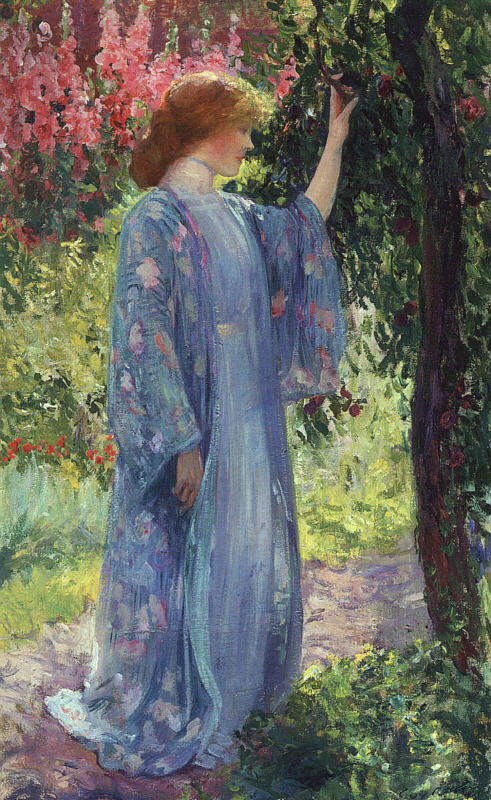
The Blue Kimono, 1909
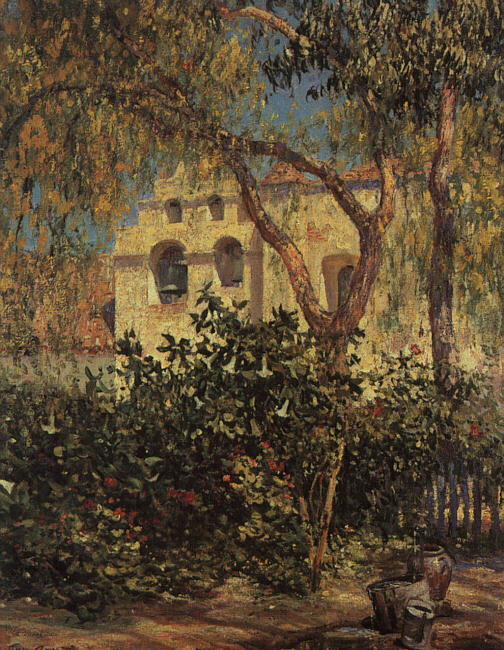
San Gabriel Mission, 1914